# The Magnificent Yankee
Pour plus de détails, voir Fiche technique et Distribution.
The Magnificent Yankee est un film américain réalisé par John Sturges, sorti en 1950.

## Synopsis
Biographie de Oliver Wendell Holmes Jr..

## Fiche technique
- Titre : The Magnificent Yankee
- Réalisation : John Sturges
- Scénario : Emmet Lavery d'après le livre Mr. Justice Holmes de Francis Biddle
- Production : Armand Deutsch
- Société de production : Metro-Goldwyn-Mayer
- Musique : David Raksin
- Photographie : Joseph Ruttenberg
- Montage : Ferris Webster
- Direction artistique : Cedric Gibbons et Arthur Lonergan
- Pays d'origine : États-Unis
- Format : Noir et blanc - 1,37:1 - Mono
- Genre : Biographie, drame
- Durée : 89 minutes
- Date de sortie : 1950

## Distribution
- Louis Calhern : Oliver Wendell Holmes Jr.
- Ann Harding : Fanny Bowditch Holmes
- Eduard Franz : Juge Louis Brandeis
- Philip Ober : Owen Wister / Narrateur
- Ian Wolfe : Adams
- Edith Evanson : Annie Gough, domestique de Holmes
- Richard Anderson : Reynolds, secrétaire
- Jimmy Lydon : Clinton, secrétaire
- Guy Anderson : Baxter, secrétaire
- Dan Tobin : Dixon

Acteurs non crédités
- John Hamilton : Juge White
- Gayne Whitman : Sénateur